# منصور النعيمي
منصور غميل النعيمي المعروف باسم منصور النعيمي (مواليد 13 فبراير 1989) هو لاعب كرة قدم عماني يجيد اللعب في مركز الوسط لنادي النهضة. أول ظهور له مع المنتخب العماني كان في مباراة ودية أمام البرازيل في 17 نوفمبر 2009.

## روابط خارجية
- منصور النعيمي على موقع الاتحاد الدولي (مؤرشف)  (الإنجليزية)
- منصور النعيمي على موقع قاعدة بيانات كرة القدم.إي يو (الإنجليزية)
- منصور النعيمي على موقع ناشيونال فوتبول تيمز (الإنجليزية)
- منصور النعيمي على موقع Soccerway.com (الإنجليزية)
- منصور النعيمي على موقع كووورة